# Pareuplexia metallica
Pareuplexia metallica är en fjärilsart som beskrevs av Walker 1865. Pareuplexia metallica ingår i släktet Pareuplexia och familjen nattflyn. Inga underarter finns listade i Catalogue of Life.